# Desperado (film)
Desperado je film amerického režiséra hispánského původu Roberta Rodrigueze z roku 1995 v hlavních rolích s Antonio Banderasem jako El Mariachim a Salmou Hayek jako kráskou Caroline.
Předchůdcem filmu byl El Mariachi, poloamatérský Rodriguezův snímek, vyrobený za sedmdesát tisíc dolarů.
Dveře do filmového světa otevřela Rodriguezovi společnost Columbia Pictures. Ta zařadila do své distribuce El Mariachiho, kterého kritika hodnotila jako stylově čistý film, při kterém se diváci dobře bavili. Po tomto úspěchu následoval slavný Desperado s rozpočtem sedm milionů dolarů.